# Jesper Florén
Jesper Florén (sinh ngày 11 tháng 9 năm 1990) là một cầu thủ bóng đá người Thụy Điển thi đấu cho Gefle IF, ở vị trí hậu vệ hay tiền vệ.

## Sự nghiệp
Sinh ra ở Örebro, Florén thi đấu bóng đá trẻ cho câu lạc bộ địa phương Rynninge, và câu lạc bộ Hà Lan Ajax. He has played senior football ở Thụy Điển cùng với Elfsborg, GAIS và Gefle.